# 道の駅パティオにいがた

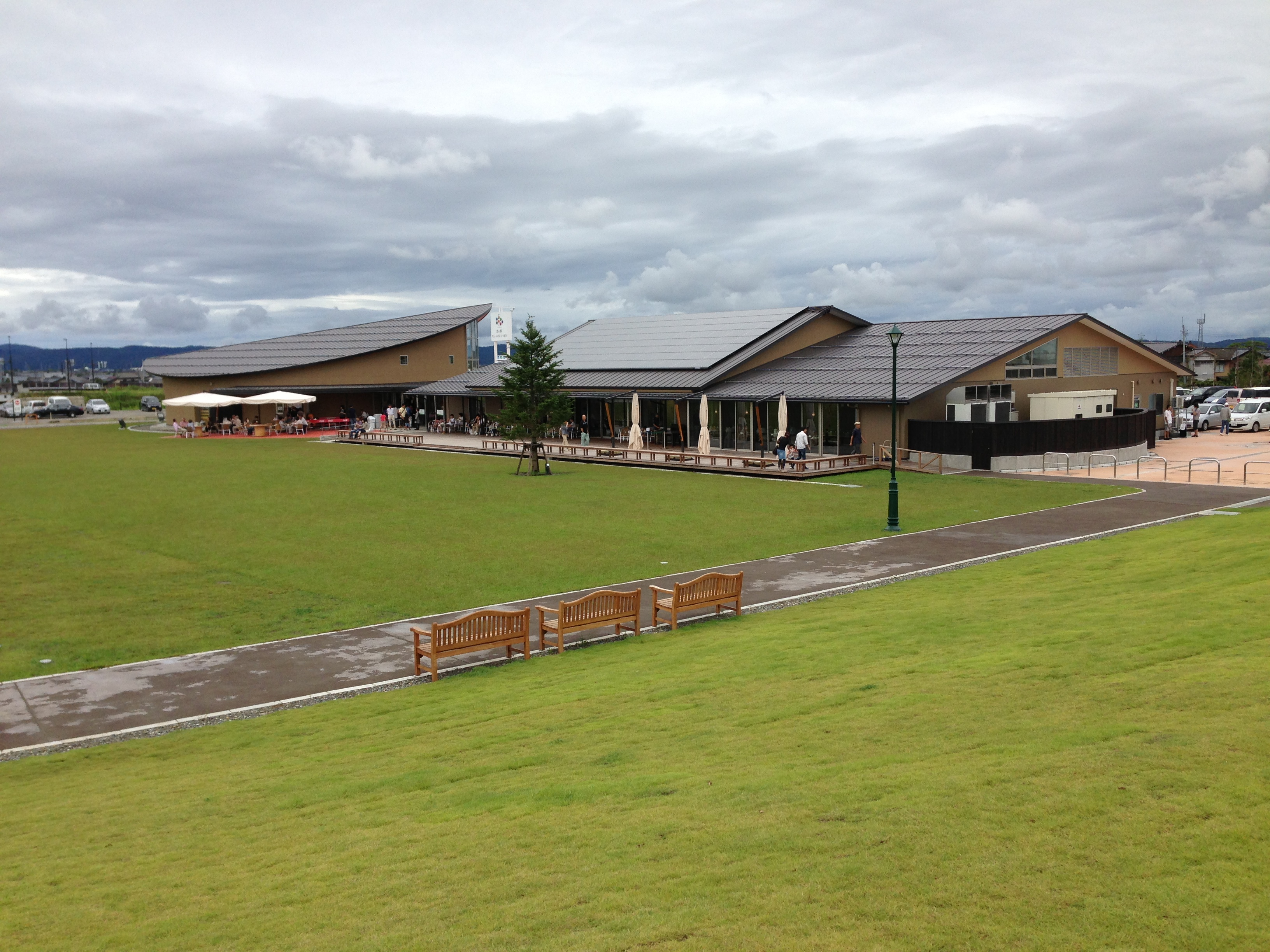
多目的広場からの施設全景

道の駅パティオにいがた（みちのえき パティオにいがた）は、新潟県見附市今町にあるの新潟県道20号見附中之島線の道の駅である。
2015年（平成27年）1月30日に重点「道の駅」候補に選定された。
パティオにいがたの運営管理は見附市から株式会社豊栄わくわく広場に受託している。

## 概要
2013年8月23日に開業された。地元の農家によって生産された農産物・加工品・地元の菓子類・特産品の販売を行っている「産直マルシェ『健幸めっけ』」、旬の野菜や果物をメインに健康を意識した郷土料理を提する「農家レストラン『もみの樹』」、2004年7月に発生した平成16年7月新潟・福島豪雨による刈谷田川の氾濫による水害を教訓に防災意識を高めるために、当時の水害状況の写真が展示されている「防災アーカイブ」、休憩施設や道路に関する情報の提供、地域の交流促進が行われる「交流休憩センター」、刈谷田川防災公園内に誰でも利用可能なバーベキュー等ができる「デイキャンプ場」等5つの施設をメインに営業されているほか、防災訓練にも利用される等様々なイベントが開催されている。
開業当初は目標年間来場者数を80万人としていたが、開業から約1年後の2014年9月5日、来場者数が100万人を突破し、2018年5月14日には累計500万人を突破した。

## 沿革
- 2012年（平成24年）11月30日 : 名称が道の駅 パティオにいがたに決定する[1]。
- 2013年（平成25年）
  - 3月27日 : 道の駅に登録。
  - 8月23日 : 開駅[3]。
- 2015年（平成27年）
  - 1月30日 : 重点「道の駅」候補に選定[2]。
  - 9月4日 : 日本トイレ大賞を受賞[5]。

## 施設
- 駐車場
  - 普通車 : 105台
  - 大型車 : 4台
  - 身障者用 : 2台
- トイレ
  - 男性用 : 12器
  - 女性用 : 12器
  - 多目的トイレ : 2器
- 情報・休憩コーナー
  - 交流休憩センター(9:00 - 21:00)
- 地域振興施設
  - 農産物等物販施設
    - 産直マルシェ『健幸めっけ』(9:00 - 19:00)

ファーストフードコーナーは10:00 - 17:00（冬季は10:30 - 16:00）、木曜定休日
  - レストラン
    - 農家レストラン「もみの樹」（ランチタイムは11:00 - 15:30、ディナータイムは17:30 - 21:00）

  - 防災資料展示施設
    - 防災アーカイブ(9:00 - 21:00)
- デイキャンプ場（9:00 - 21:00）
- 給電スタンド（24時間）[9] : 2基

## アクセス
- 新潟県道20号見附中之島線
- 新潟県道165号見附分水線
- 新潟県道498号長岡中之島見附線
- 国道8号（見附バイパス）
- 当駅は見附市コミュニティバスの起点となっており、JR信越本線 見附駅や見附市街地との間に毎時2本程度便がある。

## 周辺
- 刈谷田川
- 今町商店街
- 見附市大凧伝承館
- 見附市立今町中学校
- 長岡市役所中之島支所
- 長岡市立中之島中央小学校